# لیگ دسته دوم فوتبال ایران ۷۳-۱۳۷۲
رقابتهای جام آزادگان که در دهه هفتاد لیگ دسته دوم فوتبال ایران نامیده می‌شد در سال ۷۳_۱۳۷۲ برگزار گردید. ۴ تیم به لیگ آزادگان ۱۳۷۳ صعود کردند.